# Champrond-en-Gâtine
Champrond-en-Gâtine is een gemeente in het Franse departement Eure-et-Loir (regio Centre-Val de Loire) en telt 464 inwoners (2005). De plaats maakt deel uit van het arrondissement Nogent-le-Rotrou.

## Geografie
De oppervlakte van Champrond-en-Gâtine bedraagt 32,4 km², de bevolkingsdichtheid is 14,3 inwoners per km².
De onderstaande kaart toont de ligging van Champrond-en-Gâtine met de belangrijkste infrastructuur en aangrenzende gemeenten.

## Demografie
Onderstaande figuur toont het verloop van het inwonertal (bron: INSEE-tellingen).